# 珠江隧道
珠江隧道，简称珠隧，位於中華人民共和國广东省广州市荔湾区，是广州市建造的首条过江隧道，也是中国大陆首条采用沉管法设计施工的大型水下隧道。珠江隧道呈南北走向，北出口连接荔湾区黄沙的内环路与六二三路，南出口连接芳村花地大道，设有一已停止收费的收费广场。隧道全长1238.5米，寬33公尺，高7.956公尺，隧道管节为四孔箱形钢筋混凝土结构，两孔供行车，一孔用于通行地铁，剩余一孔为管线设备廓，隧道同时承载地铁1号线过江管道。
隧道于1988年12月25日动工，1993年12月28日竣工，次年1月18日开放通车，2004年曾对该隧道北出入口进行改造，10月8日完工。2017年1月1日，隧道南端出口收费站随广州市通行费年票制的废止，正式停止收费。2019年拆除隧道南出入口花地立交。其建成使城市西南出入口交通情况得到改善，并促进芳村人口增长。

## 概况
珠江隧道全长1238.5米，其江中段全长457米，黄沙岸段长度为427米，芳村岸段长度为354米，呈南北走向，承载地铁1号线过江管道。该隧道是广州市建造的首条过江隧道，亦是首条由中华人民共和国自行设计的沉管隧道、中国大陆首条采用沉管法设计施工的大型水下隧道。
隧道北端出入口位於黄沙沙面岛西侧沙基涌口处，连接内环路、六二三路。南端出入口位於芳村上涌口，连接花地大道，设有共13条车道、15个收费亭的收费广场；由於广州市已停止收取该隧道通行费用，并不须停车缴费，因此收费广场基本已被閒置，惟建筑保留作人行天桥和悬挂交通信号标志用。

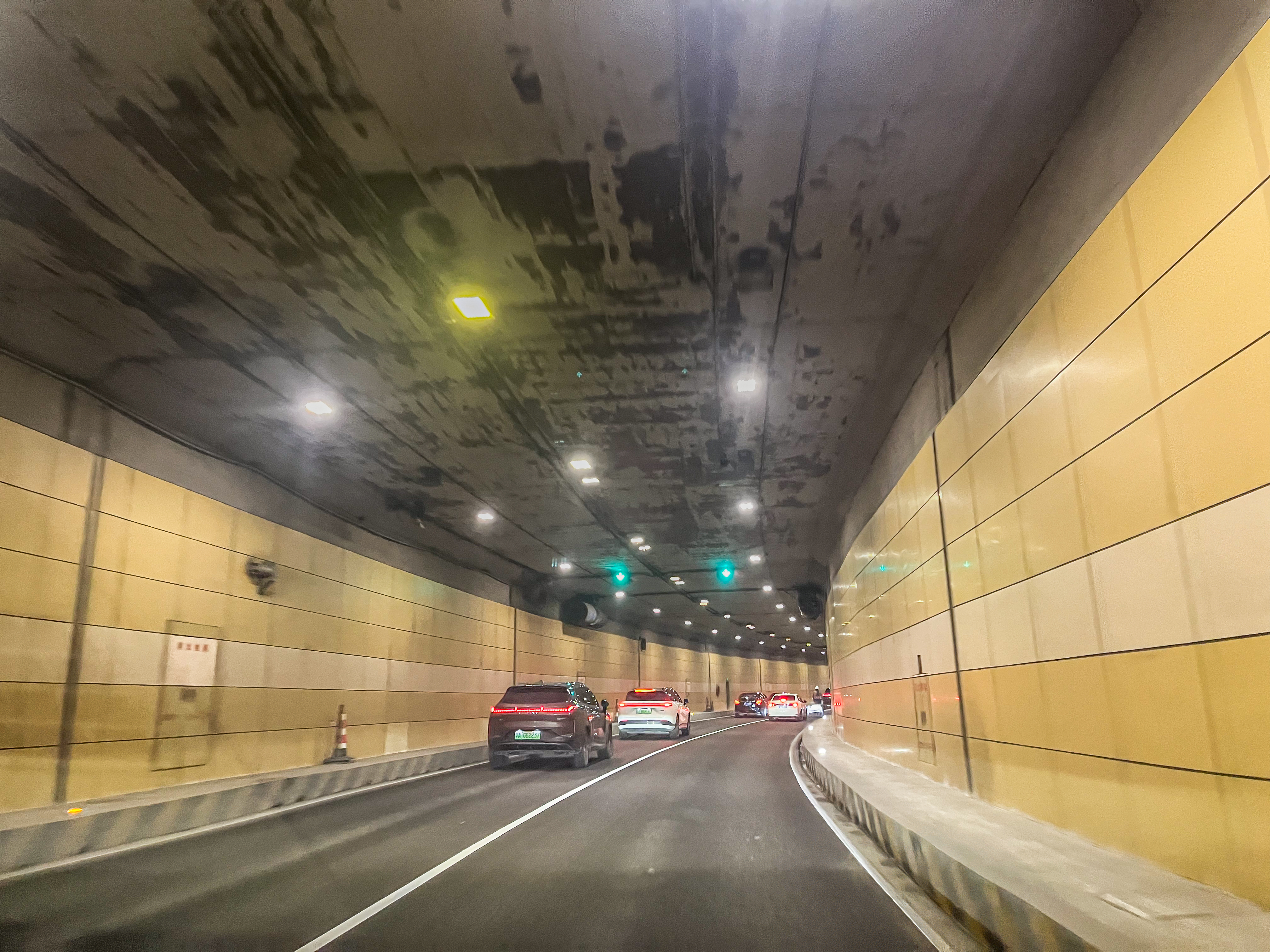
珠江隧道北向南方向行车道

隧道沉管箱体共有五节，为四孔钢筋混凝土箱型结构：其中两孔设计为单向双车道行车孔，一孔设置双股道快速轨道供地铁通行，剩余一孔为管线设备廓。行车孔单孔宽为9.1米，地铁孔道宽9.7米；隧道宽33米，高7.956米，设计车速不高于50千米每小时，四车道设计车流量为3600辆每小时。

## 历程

### 前期
1980年代，香港商人霍英东向时任广州市副市长赖竹岩提议，在芳村与广州中心区间修建一条过江隧道，用以开发芳村。1984年7月，广州市正式提出在芳村与黄沙间修建穿越珠江的水下隧道，并根据已批复的广州市城市总体规划，将地铁1号线过江段一并纳入设计，8月进行可行性研究，经对规划要求、地理条件等方面的论证，最终决定采用道路和地铁共用的沉管隧道形式。1986年，政府正式决定实施广州市珠江隧道工程，同年12月，广州市隧道开发公司与香港华德海洋工程公司签订协议，确定利用外资建设，该工程可行性研究报告后由广州市计划委员会批准。1987年，该隧道作为地铁1号线前期工程，开始由金锋等地铁筹建处人员设计并组织施工。

### 建造
珠江隧道的建设与经营兼由广州市珠江隧道实业公司负责，工程设计由广州市地铁筹建处设计室和广东省水电设计院组成的设计组完成，施工则由交通部广州海上救助打捞局、广东省水电机械施工公司、广东省水利水电第二工程局与交通部第四航务工程局等单位承包。1988年12月25日隧道动工，初步预算为1亿元，伊始由广州市隧道开发公司、香港广信实业有限公司与广东省信托投资公司投资承建。并计划暂时将地铁1号线过江段所预留的一孔管道在隧道建成后用于通行自行车。所用沉管管节在芳村干坞厂制作，运输到预定位置由黄沙向芳村沉放使用。首节沉管于1993年4月15日放置对接完成，同年8月6日沉管全部沉放安装完成。
在建设初期，有关方面称隧道仅需两至三年即可建好，但经历沉管方案修改、建设单位调整、资金短缺等一系列波折，拆迁也遇到困难，且隧道管节沉放速度受进展较为迟钝的挖江工程限制，工程一度进展缓慢。有市民认为如此状况体现政府不重视该工程，数倍于初期预算的实际造价也使得部分市民对工程产生了不满与不信任。1991年4月1日，广州市市政管理局接管隧道工程投资与承建，此后隧道建设速度加快。
1993年12月28日隧道建成，实际耗资约6亿元。当时举行“万人行珠江隧道”活动，开放供市民步行游览，部分学校为庆祝隧道开通，放假半日组织学生参加该活动。次年1月18日，隧道的公路部分投入运营。隧道公路部分投入运营后，所预留的地铁部分经地铁1号线施工，最终於1997年6月28日正式投入使用。

### 收费

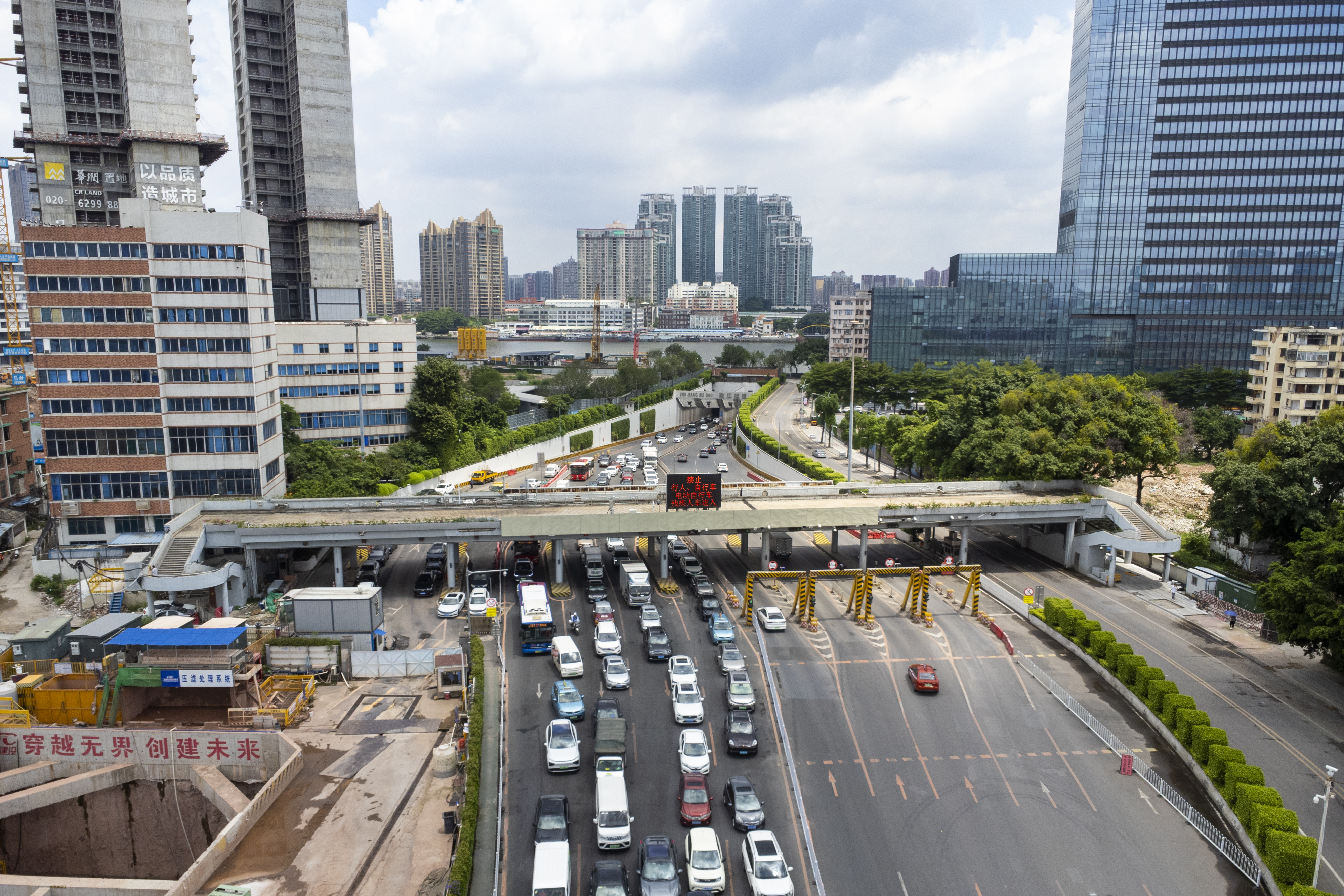
珠江隧道南出口收费站，收费设施已被拆除，现保留建筑主体作交通标识以及人行天桥用

珠江隧道开通时收取通行费。2001年1月1日，广州市城区试行路桥、隧道车辆通行费年票制，珠江隧道不再收取过路费，广州本地的车辆改为车辆年审前统一收取年票费用；同年12月15日，广州市开始对进入广州城区的外地车辆收取路桥隧道通行费，珠江隧道利用原收费设施实施收费。
2017年1月1日，广州市取消车辆通行费年票制，向外地车辆收取的通行费亦被取消。同年4月，珠江隧道收费站的年票设施拆除，剩余的主体结构则保留作人行天桥和悬挂交通信号标志用。

### 维护

#### 隧道北出入口扩宽改造
2003年，市政园林局宣布对北出口拓宽改造，以解决隧道长期的拥堵问题。改造工程分近期和远期两个阶段实施，近期计划投资2650万元，征地1.25亩，将芳村往黄沙方向的隧道出口由两车道拓宽为四车道，并增大道路转弯半径。该工程的方案设计于同年7月30日完成，12月总体方案设计完成，并组织专家评审。
2004年5月25日零时改造工程启动，将内环路东往西方向黄沙出口匝道拆除重建，施工期间车辆禁止经此匝道进入隧道，并设置六二三路至黄沙大道的便道。由于内环路出口封闭，车辆需绕行至下一出口掉头，导致内环路该路段行车缓慢。10月8日5时，该工程竣工通车，原芳村隧道口及黄沙大道交通拥堵状况得到缓解。

#### 隧道南出入口立交拆除

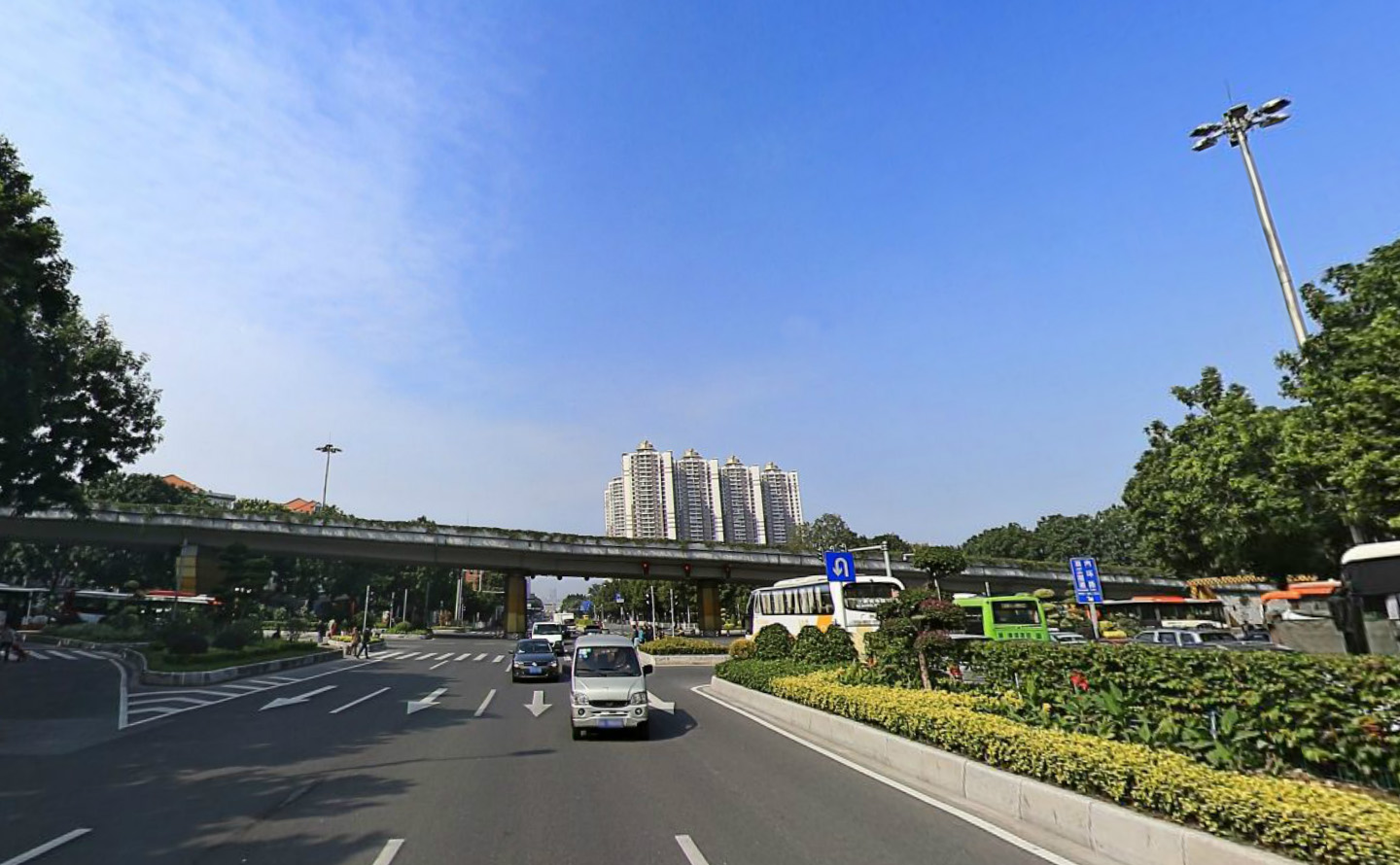
现已被拆除的花地立交，摄于2013年

2018年11月初，荔湾区住房和建设局表示，经巡检发现该隧道南部出入口花地立交桥有病害异常，特殊检测结果为危险状况E级，市住房城乡建设委、市建设科技委办公室组织专家进行评审，后区住建局依据专家评审意见启动应急预案，计划对桥梁采取加固措施。
2018年11月9日0时开始，桥梁临时封闭进行应急抢险工程，预计将耗时半年，区住建局亦实时检测该桥梁情况，车辆需取道桥梁两侧辅道通行，记者走访称有桥墩出现数条裂缝。花地大道与芳村大道一带由于隧道入口车道减少而发生严重拥堵，区住建局表示后将同步进行交通疏解工程，拓宽桥下车道，以缓解封路对通行影响。
2019年4月12日，荔湾区住房和建设局发布拆除桥梁公告，称该桥梁运营已逾30年，状况较差；且地铁建设与节约财政需要，需拆除此桥梁恢复地面平交通行。4月20日0时开始桥梁拆除工程，由广州地铁集团实施，现场布设水马与围蔽以封闭桥梁。
工程分两阶段施工，4月20日开始至4月30日实施第一阶段工程，期间花地大道与芳村大道路口将封闭；白天将在花地大道南北双向各占用一条机动车道，夜间（22时30分至次日6时）临时占用南行3条、北行2条车道。4月30日至6月25日实施第二阶段工程，夜间（22时30分至次日6时）将占用花地大道南、北行各2条机动车道。开始实施时桥梁周边出现严重拥堵，区住建局则表示第一阶段工程对交通影响较大，待第二阶段实施时对交通影响将较小。
2019年7月2日，桥梁拆除工程完成，花地大道已恢复平行交通，区间路面拓宽至双向10车道，道路隧道口处围蔽的部分路面将在数日内恢复通行。区住建局表示未来将新建大型互通式立交桥，以满足近期和远期需求。

#### 日常维护改造
2017年7月15日，广州市住建委启动珠江隧道整治工程，包括隧道侧墙及顶部涂装整修、照明设施改造、路面病害治理等。该工程实施期间，每晚9时起封闭芳村向荔湾方向一条车道，10时30分至次日早6时封闭隧道单孔，计划同年10月中旬完成。10月临近工期结束时，再扩展封闭时段至白天。
2021年6月9日，时值芳村片区疫情爆发实施封控，该隧道开始路面病害修复，进行隧道烂板及沥青面层摊铺和标线施工，同月21日修复完成。
2025年3月3日至3月18日，每日夜间22:00至次日早上6:00，珠江隧道敞口段道路部分区域进行占道施工，进行中柱吊装、钢格栅吊装施工，临时依次封闭隧道东半幅路面、西半幅路面与西半幅路面，时长依次为10日、4日和2日。
2025年4月25日至5月7日每日23时至次日6时，隧道芳村方向敞口段道路因白鹅潭大道桥梁吊装，需进行全封闭施工，期间隧道禁止车辆通行。施工首日有车主反馈施工电焊火星掉落至其车辆挡风玻璃上，造成挡风玻璃损坏，施工方表示未做好防护措施，并表示会承担维修费用。

## 事件

### 隧道顶部漏水
2003年8月隧道曾出现漏水。2005年2月23日上午10时至下午3时，芳村侧隧道入口顶部的施工点接缝处出现明显漏水。记者致电珠江隧道公司，负责人起先称漏水可能是近日降水导致，后又称是隧道上方水管爆裂，连接处的缝隙扩大导致。有车主认为黄色水渍出现代表漏水可能发生数月；而隧道公司的回应前后不一，引发市民担忧。漏水问题于次日解决，并确认是水管破裂所致，不存在安全问题。

### 隧道内槽罐车爆炸
2017年2月1日19时左右，该隧道内荔湾往芳村方向约100米处，一辆运载约50—60吨煤渣的半挂式槽罐车突发自燃爆炸，初步判断为其运载煤灰复燃，一度引发交通拥堵，附近居民楼有明显震感；19时43分明火被扑灭，未造成人员伤亡。20时35分许初步恢复双向通行。

## 意义
珠江隧道的建成减轻了芳村对珠江大桥的交通依赖，广州西南出入口的交通拥堵得到改善，亦成为来往佛山等地要道。依托珠江隧道带来的便利交通，芳村得到了一定的发展，当地常住人口从建成前的12万人发展到1994年的17万人；房价亦由原每平方米700元增至每平方米4000元，并有外商在该区的房地产项目中参与投资开发。

## 利用状况
珠江隧道在通车运营后，成为自广州市中心通往佛山市等地的主要交通干道，交通极为繁忙。在广州市取消珠江隧道收费及限制大货车通行珠江大桥后，珠江隧道的车流量由原每日5.5万辆增至每日逾10万辆，但其设计通行能力仅为每日8.64万辆，超出设计承载量。加之隧道黄沙出口处的路网不完善、未限制货车通行等因素，隧道塞车情况严重。
为改善隧道的交通状况，政府曾考虑在隧道黄沙出口处增建地下通道连接中山路和康王路，之后也考虑兴建如意坊大桥和洲头咀隧道两条芳村來往荔灣和海珠的通道，以期分流珠江隧道车流。洲头咀隧道已于2015年1月18日通车；如意坊大桥规划后调整为如意坊隧道，计划于2025年建成。